# Strømsgodset Idrettsforening 2005
Questa voce raccoglie le informazioni riguardanti lo Strømsgodset Idrettsforening nelle competizioni ufficiali della stagione 2005.

## Rosa
| N. |                         | Ruolo | Calciatore            |
| -- | ----------------------- | ----- | --------------------- |
| 1  | Norvegia (bandiera)     | P     | Thomas André Ødegaard |
| 2  | Norvegia (bandiera)     | D     | Ronny Døhli           |
| 3  | Burkina Faso (bandiera) | D     | Boureima Ouattara     |
| 4  | Norvegia (bandiera)     | D     | Robert Holmen         |
| 5  | Norvegia (bandiera)     | D     | Ivar Arnljot Sandvik  |
| 6  | Norvegia (bandiera)     | D     | Kenneth Karlsen       |
| 7  | Norvegia (bandiera)     | D     | Lars Granaas          |
| 8  | Norvegia (bandiera)     | C     | Ousman Nyan           |
| 9  | Norvegia (bandiera)     | A     | Thomas Finstad        |
| 9  | Lettonia (bandiera)     | A     | Aleksandrs Jeļisejevs |
| 10 | Scozia (bandiera)       | C     | Kevin Nicol           |
| 11 | Norvegia (bandiera)     | A     | Thomas Sørum          |
| 12 | Norvegia (bandiera)     | P     | Tommy Lillehagen      |
| 13 | Norvegia (bandiera)     | A     | Espen Røisland        |

| N. |                     | Ruolo | Calciatore            |
| -- | ------------------- | ----- | --------------------- |
| 14 | Norvegia (bandiera) | C     | Johannes Strøm        |
| 15 | Norvegia (bandiera) | D     | Pål Skjønhaug         |
| 16 | Norvegia (bandiera) | C     | Thomas Kolbjørnsen    |
| 17 | Norvegia (bandiera) | A     | Geir Løitegård        |
| 18 | Norvegia (bandiera) | A     | Andreas Solvang       |
| 19 | Norvegia (bandiera) | D     | Lars Erik Martinsen   |
| 20 | Nigeria (bandiera)  | C     | Sunday Ibrahim        |
| 21 | Norvegia (bandiera) | D     | Samir Fazlagić        |
| 22 | Norvegia (bandiera) | D     | Gustav Kjølberg       |
| 23 | Norvegia (bandiera) | C     | Svein Tore Brandshaug |
| 24 | Norvegia (bandiera) | D     | Vegard Hansen         |
| 24 | Norvegia (bandiera) | P     | Thomas Gill           |
| 26 | Norvegia (bandiera) | P     | Ronny Hvambsal        |